# Башня Давида

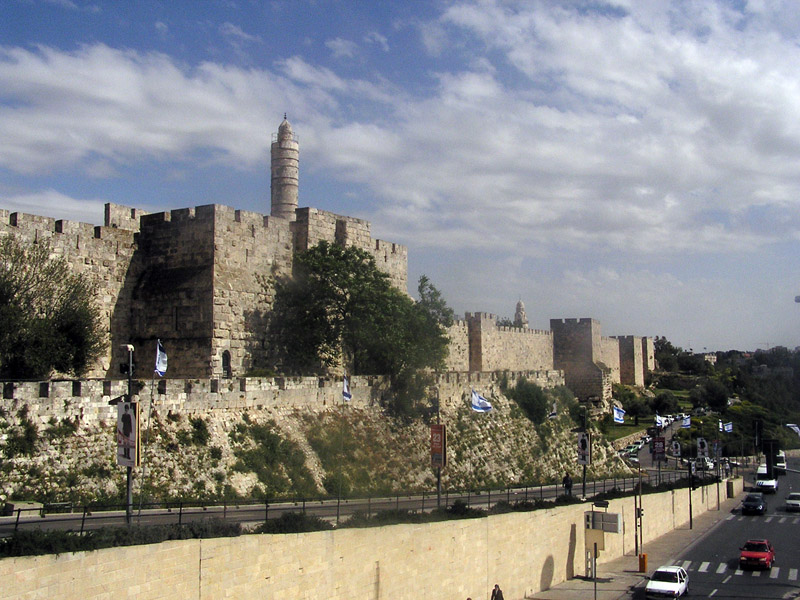
Башня Давида у стен Старого города в Иерусалиме

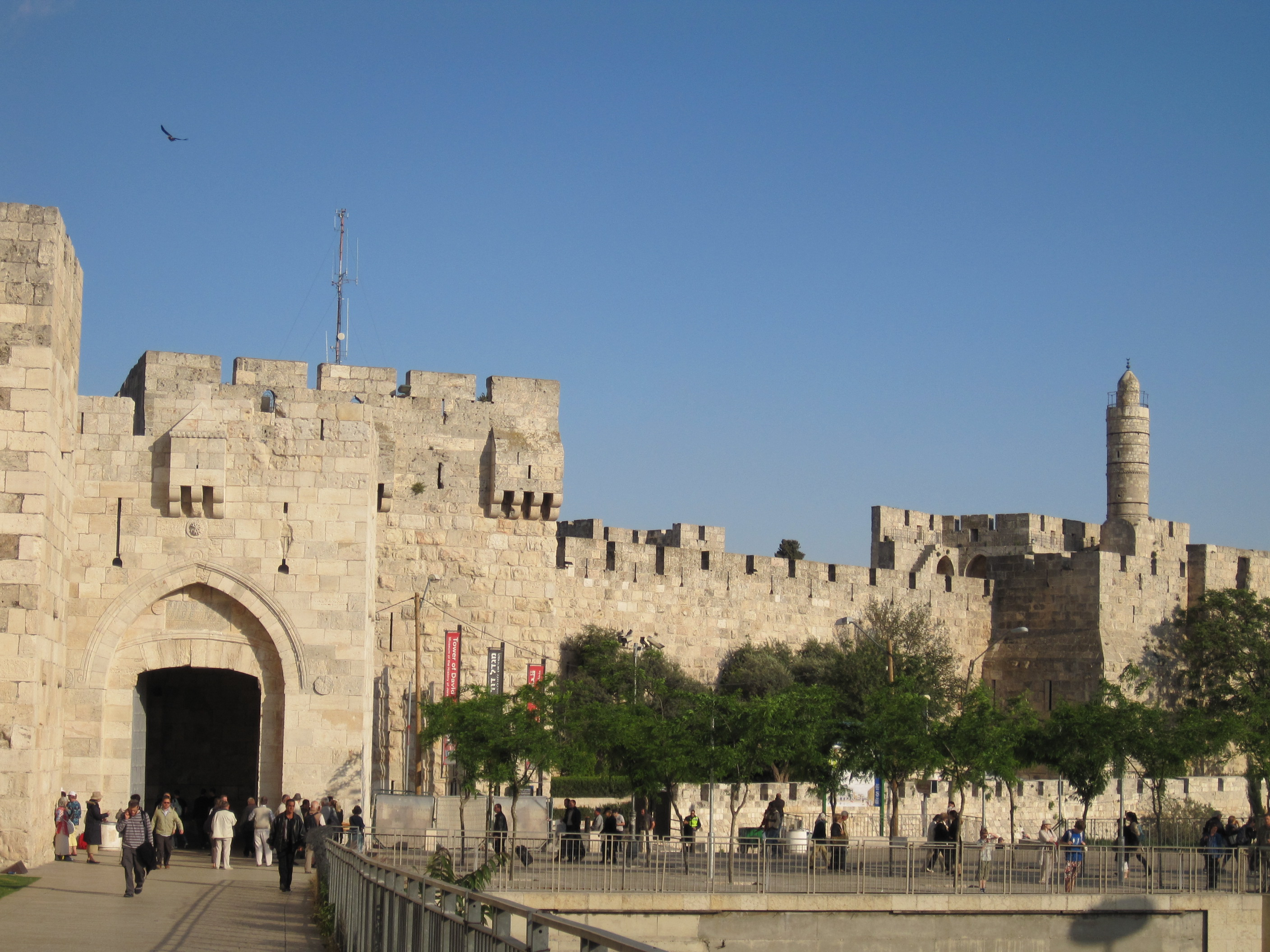
Яффские ворота (слева), построенные в 1538 году к северо-западу от Башни Давида

Башня Давида (ивр. מגדל דוד‎, Мигдаль Давид, англ. Tower of David, араб. برج داود‎, Бардж Дауд) является древней цитаделью, расположенной недалеко от Яффских ворот у входа в Старый город в Иерусалиме.
Крепость была построена во II веке до н. э. для обороны Старого города и укрепления стратегически слабых объектов, а затем разрушена и перестроена последовательно христианскими, мусульманскими, мамлюкскими и османскими завоевателями Иерусалима. В крепости были обнаружены важные археологические находки, возраст которых составляет 2700 лет. Башня Давида является популярным местом для проведения городских мероприятий, ярмарок народных ремёсел, концертов и свето-звуковых представлений.
Своё название Башня Давида получила от византийских христиан, которые считали, что в этом месте был дворец царя Давида.

## История
Во II веке до н. э. Старый город Иерусалима разросся до так называемого «Западного холма». Этот 773-метровый выступ, который включает в себя современные армянские и еврейские кварталы, а также гору Сион, со всех сторон, за исключением его северо-западной части, был ограничен низкой долиной. После завершения периода правления царя Давида и его сына, легендарного царя Соломона, начавших строительство укреплений, царь Езекия, возможно, был первым, кто уделял особое внимание укреплению этой территории. Столетия спустя хасмонейские цари окружили её высокими сторожевыми башнями и внушительной стеной, которую историк Иосиф Флавий (I век н. э.) назвал «Первой стеной».

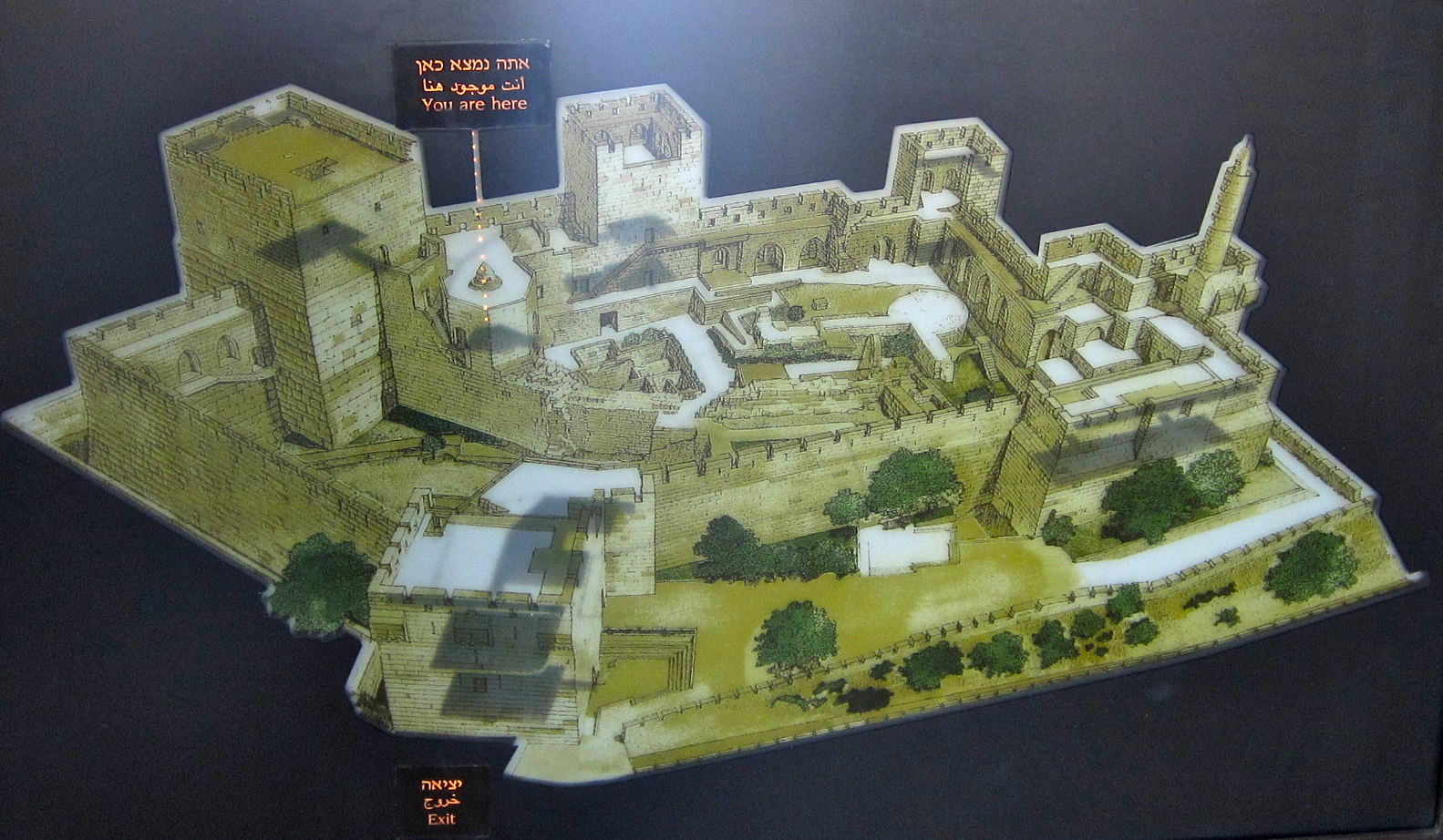
Модель цитадели

Ирод, который пришёл к власти после падения династии Хасмонеев, добавил к укреплениям три массивные башни. Он построил их в уязвимой северо-западной части Западного холма, где в настоящее время находится Башня Давида. Его целью было не только защитить город, но и защитить свой дворец, который был расположен на горе Сион. Ирод назвал самую высокую башню высотой 145 футов — «Фасаил», в память о своем брате, который покончил жизнь самоубийством. Другая башня была названа «Мириам» в честь его второй жены, которую он убил и похоронил в пещере к западу от башни. Третью башню он назвал «Гиппикус» в честь одного из своих друзей. Из трёх башен только «Фасаил» сохранилась до сегодняшних дней.
После разрушения Иерусалима римлянами в 70 г. н. э. башня Давида служила казармой для римских воинов. Когда в IV веке Римская империя в качестве имперской религии приняла христианство, в цитадели обосновалась община монахов.
После завоевания Иерусалима арабами в 638 году новые мусульманские правители отремонтировали цитадель. Мощная крепость выдержала натиск крестоносцев в 1099 году и сдалась только тогда, когда её защитникам была гарантирована безопасность.
В период крестоносцев тысячи паломников совершали паломничество в Иерусалим через яффский порт. Для защиты паломников от нападений разбойников и охраны дороги в Яффо крестоносцы окружили цитадель рвом и разместили дозорных. Цитадель также служила иерусалимской резиденцией правителей крестоносцев.

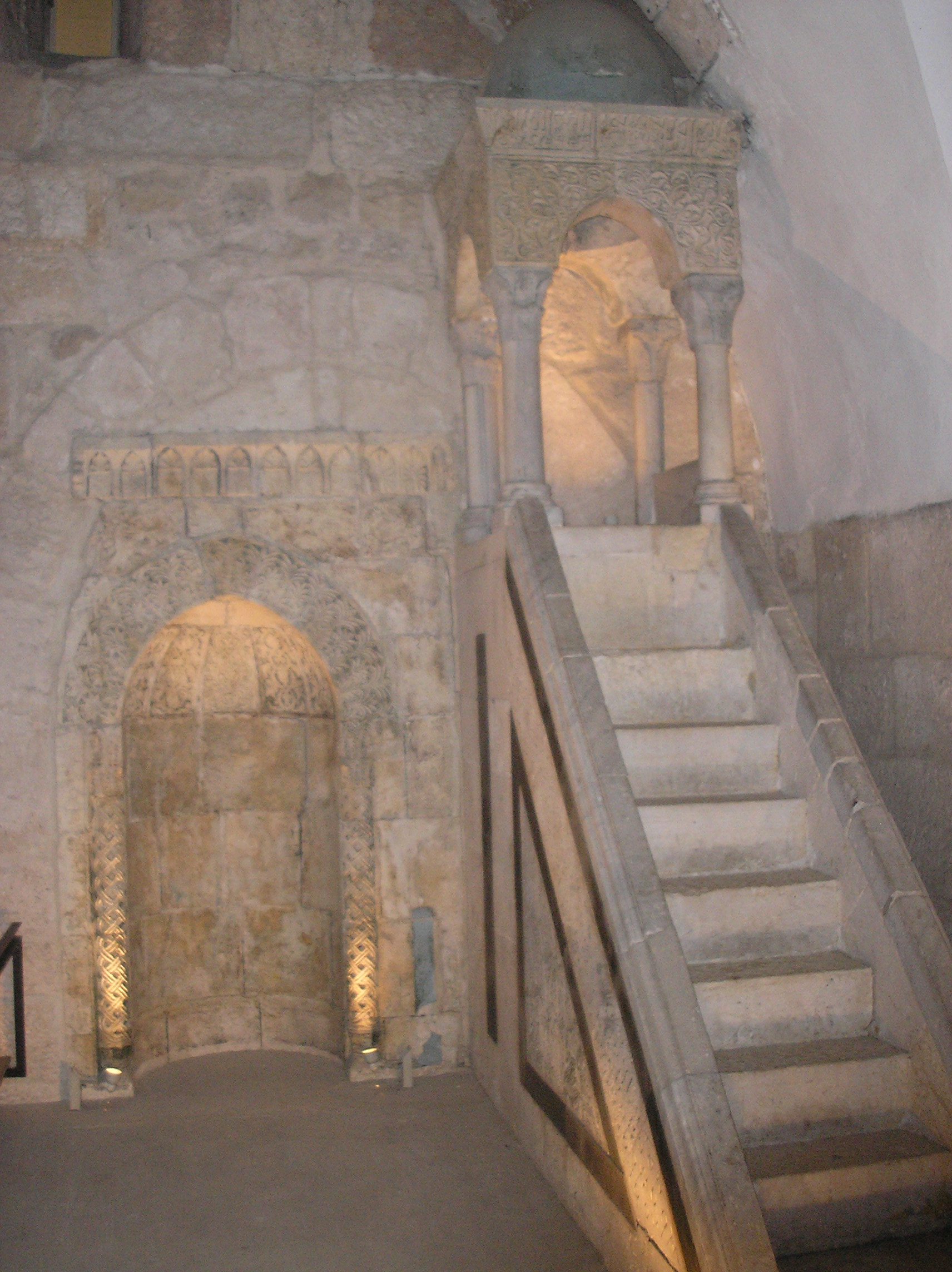
Мечеть внутри крепости

В 1187 году султан Саладин взял город и крепость. Мамлюки разрушили её в 1260 году, а позднее восстановили. Крепость была перестроена ещё раз в период правления Османской империи в 1537—1541 гг., тогда же был сооружён впечатляющий вход и установлены пушечные орудия. В течение 400 лет крепость служила гарнизоном для турецких войск. Турки построили мечеть на территории крепости и добавили минарет, который сохранился до сих пор. Именно в это время комплекс стал называться в честь царя-основателя Иерусалима — «Башня Давида».
Во время Первой мировой войны британские войска под командованием генерала Эдмунда Алленби захватил Иерусалим. У входа в башню Давида генерал Алленби официально провозгласил победу.
В период британского мандата (1917—1948) британский верховный комиссар создал так называемое «Проиерусалимское сообщество» по защите культурного наследия города. Эта организация отреставрировала крепость и преобразовала её территорию в место для проведения концертов, различных мероприятий и выставок местных художников. В 1930-е годы в цитадели был открыт музей палестинского фольклора, отображающий традиционные ремесла и одежду.
После арабо-израильской войны 1948 года Арабский легион захватил Иерусалим и вернул крепости её военное предназначение. Культурная роль цитадели была восстановлена в 1967 году после Шестидневной войны.

## Музей

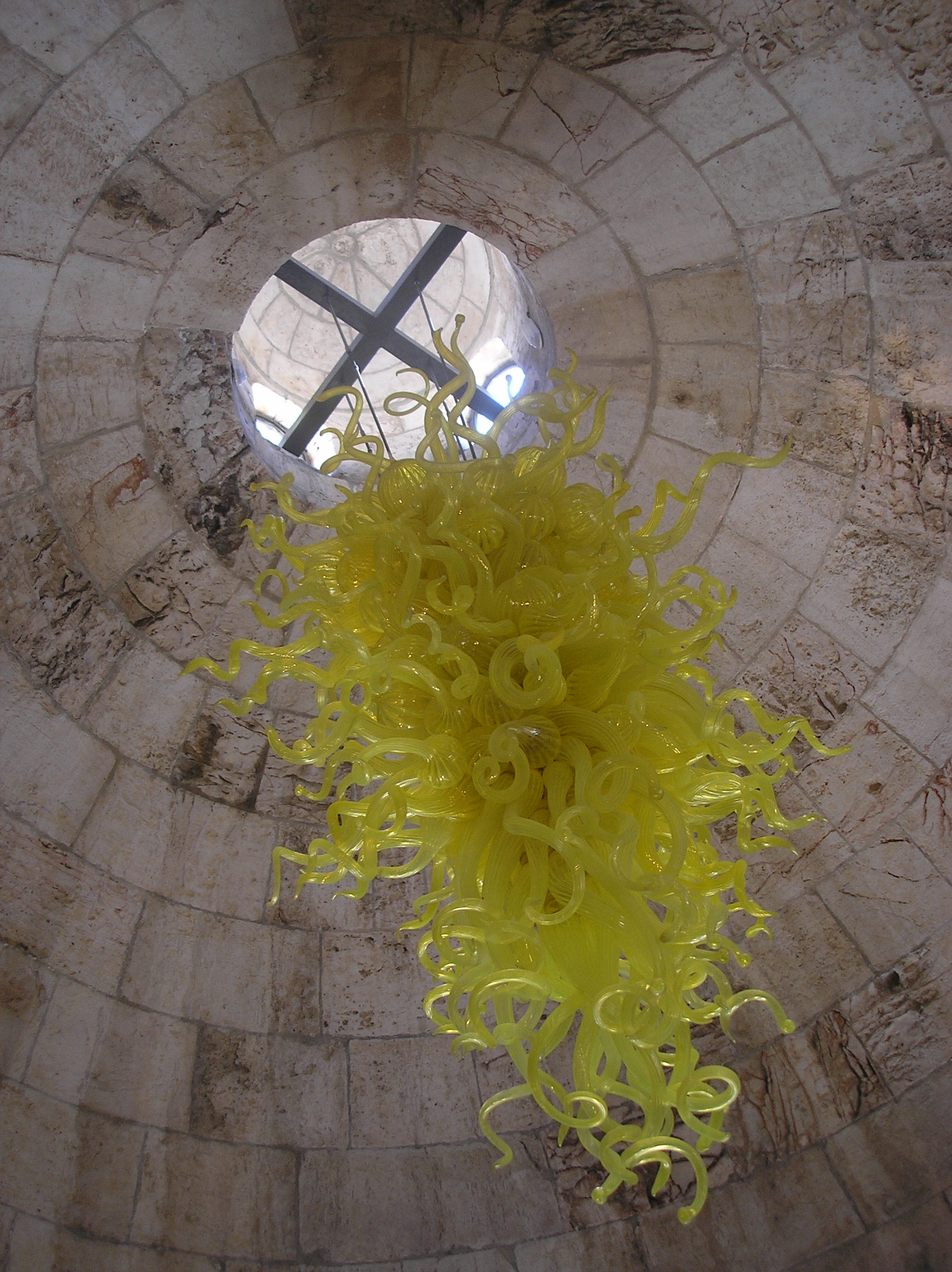
Люстра Дейла Чихули в вестибюле музея «Башня Давида»

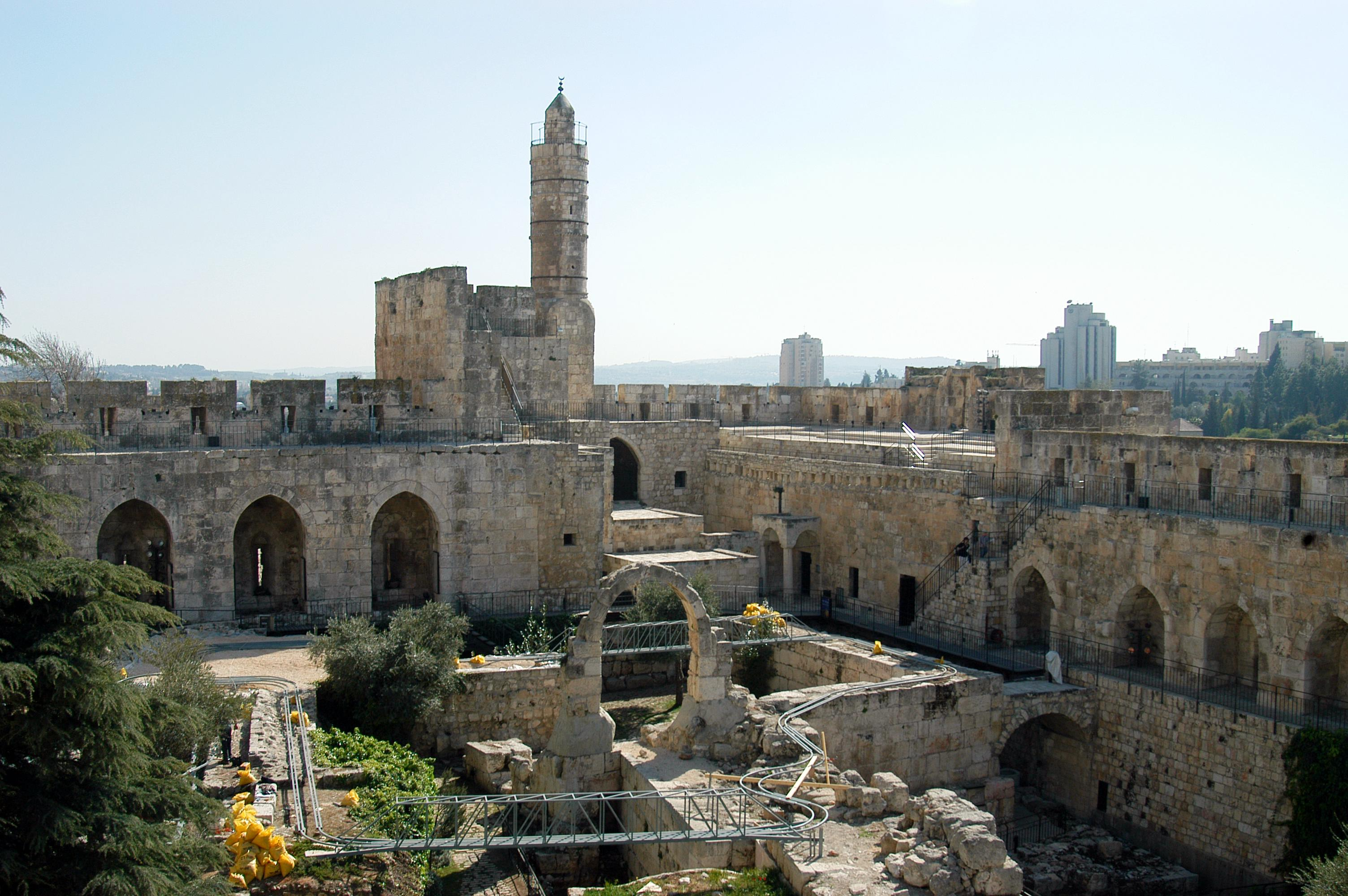
Археологический парк у подножия Башни Давида

Музей истории Иерусалима «Башня Давида» был открыт в 1989 году. Расположенный в анфиладе залов, музей включает в себя также археологический парк во дворе крепости, возраст которого составляет 2700 лет.
Экспонаты отображают 4000-летнюю историю Иерусалима, от начала его существования, как ханаанского города, до современности. Используя карты, видеокассеты, голограммы, чертежи и модели, экспозиции выставочных залов представляют историю Иерусалима под властью различных правителей. Посетители также могут подняться на крепостную стену, с которой открывается 360-градусный вид на Старый город и новый Иерусалим.
В 2002 году Иерусалимский фонд сообщил, что за время существования музея в нём побывало более 3,5 миллиона посетителей.